# Habeas corpus
|  | Aquest article tracta sobre la institució jurídica. Si cerqueu el grup musical de Madrid, vegeu «Habeas Corpus (grup)». |

L'Habeas corpus és una institució processal estesa en la major part de països democràtics i que protegeix els ciutadans contra les detencions arbitràries per una autoritat, agent, funcionari públic o particular, sense que hi concorrin els supòsits legals necessaris. Protegeix l'investigat ja que implica la immediata comunicació d'aquest procediment al jutge de guàrdia corresponent perquè aquest pugui decidir sobre la correcció o no de la detenció. En efecte, la institució de l'habeas corpus té naturalesa processal ja que la labor d'aquest procediment no és la de fixar drets o pretensions sinó la de defensar un dret substantiu existent: la llibertat.
Tot i ser una locució llatina, les primeres referències històriques procedeixen del dret anglosaxó i un dels primers documents que fan referència a aquest dret és una llei del Parlament anglès del 1679 durant el regne de Carles II.
És la versió curta de l'expressió habitual en procediments jurídics medievals habeas corpus [coram nobis] ad subjiciendum el que vol dir «que portis la persona [davant nostre] amb la finalitat de sotmetre (el cas a judici)». Tres segles més tard, en l'exposició dels motius de la llei espanyola del 1984 es diu: «el seu origen anglosaxó no pot ocultar, tanmateix, el seu arrelament en el dret històric espanyol, on té antecedents llunyans com el denominat ‘recurs de manifestació de persones' del Regne d’Aragó i les referències que sobre presumptes supòsits de detencions il·legals figuren en el Fur de Biscaia […], encara que no li atorgaven cap denominació específica.»

## Orígens
Els orígens d'aquesta institució es poden remuntar al dret romà en l'interdicte del Digest (Llibre XLII, títol XXIX) «De Homine Libero Exhibendo» el qual permetia reclamar la llibertat (exhibició en públic) davant del Pretor d'un home lliure (és a dir no esclau) detingut il·legalment (dolo malo retines). Es tractava d'un dret exhibitori (Llibre XLII, títol XXIX.3§8), perpetu (Llibre XLII, títol XXIX.3§15) i de caràcter popular (Llibre XLII, títol XXIX.3§9).  L'interdicte era una institució de dret privat utilizada reservada, doncs, per actes arbitraris entre particulars. Amb tot, era un mecanisme de defensa de la propietat (dominium), l'objectiu del qual era l'exhibició del cos, és a dir presentar en públic el cos tal com es clarifica en el Llibre XLII, títol XXIX.3§8, i on la llibertat personal és el bé jurídic protegit.
Més endavant, hi ha referències de la figura de la manifestació recollit en els furs de la corona catalano-aragonesa de 1428, 1436, 1461 i 1510. Aquesta figura era similar a l'habeas corpus i permetia fer front a les presons il·legals.

### El naixement de la institució
L'habeas corpus en sentit estricte neix arran de l'Habeas Corpus Act de 1679 car és el primer cop on es codifica aquesta institució. En dret anglès, l'habeas corpus ad subjiciendum, és un mandat imperatiu i categòric dirigit a l'autoritat el qual té detingut un ciutadà. Aquesta codificació té els seus orígens en l'apartat 39 de la Carta Magna de 1215, on es consagra el dret a la llibertat personal, si bé el procediment per assolir-la (lligat al principi de trial by jury) no es detalla i confirma fins a l'Habeas Corpus Act.

## Dret espanyol
L'habeas corpus apareix a l'article 290 de la Constitució de Cadis de 1812 sota la redacció següent: «El arrestado, antes de ser puesto en prisión, será presentado al juez, siempre que no haya cosa que lo estorbe, para que le reciba declaración; mas si esto no pudiere verificarse, se le conducirá a la cárcel en calidad de detenido, y el juez le recibirá la declaración dentro de 24 horas.» Les constitucions subsegüents a la de 1812 hi segueixen fent referència de forma progressiva.
L'article 17.4 de la Constitució espanyola de 1978 obliga al legislador a regular un procediment d'habeas corpus. En aquest sentit, s'assenyala que «la llei regularà un procediment d'habeas corpus per a posar immediatament a disposició judicial tota persona detinguda il·legalment».
El principi d'habeas corpus establert per la Constitució és regulat per la Llei Orgànica 6/1984 que en fixa el procediment. En essència es tracta d'un procés de cognició limitada, és a dir exclusivament indicat a determinar la legalitat de la detenció. La Llei Orgànica 6/1984 descriu, en només nou articles, els passos a seguir en el cas que alguna persona detinguda consideri que ho és de forma il·legal i que vol comunicar la seva situació al jutge competent. D'acord amb l'article 1 de la mencionada Llei Orgànica, la garantia del dret, si bé habitualment s'oposa en front dels poders públics, permet al·legar-se també davant de particulars.
No només s'aplica a la detenció pròpia, «sinó també les detencions que, ajustant-se originàriament a la legalitat, es mantenen o prolonguen indegudament». No hi ha detenció que pugui ser qualificada de legal sense la intervenció del jutge. Qualsevol altra detenció és necessàriament il·legal. Per garantir els drets dels ciutadans, el legislador ha volgut un procediment ràpid i senzill i flexible, que permeti, sense complicacions innecessàries, l’accés a l’autoritat judicial i encaminat a l'eficàcia del control judicial de la privació de la llibertat.
Les persones que poden iniciar el procediment són:
- La persona detinguda, els seus pares, fills, germans, cònjuge o persona amb vincle afectiu similar
- El ministeri fiscal
- El defensor del poble (en el cas de Catalunya, el síndic de greuges)
- El jutge competent (d'ofici)
- L'advocat defensor

Respecte l'advocat defensor, la Llei Orgànica en el seu redactat inicial no ho recollia si bé queda previst arran de la reforma de l'article feta a 2024 i seguint la jurisprudència del Tribunal Constiucional al respecte.
Un cop formalitzada la petició, l'autoritat governativa, els seus agents o el funcionari públic tenen l'obligació de cursar de forma immediata la sol·licitud al jutge competent, que haurà de decidir si la persona continua detinguda -ja sia perquè confirma la legalitat de la detenció o bé en modifica les condicions d'aquesta-, si és posada en llibertat o si passa a disposició judicial, si s'hagués superat el temps màxim de detenció.

## Normativa internacional
La llavor de l'Habeas Corpus es troba en l'Habeas Corpus Act de 1679. També es recull amb posterioritat a la Declaració dels Drets de l'Home i del Ciutadà de 1789 a França, per bé que no de forma explícita, ja que l'article 2 proclama la preservació de la llibertat.
La Declaració Universal dels Drets Humans de la ONU de 10 de desembre de 1948, en l'article 9, fa referència a l'Habeas Corpus establint que «ningú no serà detingut, pres o desterrat arbitràriament». Posteriorment, també es recull en l'article 9 del Pacte Internacional de Drets Civils i Polítics de 1966.
A nivell Europeu, la Convenció Europea de Drets Humans de 1950 firmat a Roma, recull en l'apartat 4 de l'article 5 la institució de l'Habeas Corpus. Així mateix, es recull de forma anàloga en el marc de la Unió Europea, a l'article 6 de la Carta de Drets Fonamentals de la Unió Europea de l'any 2000 firmat a Niça.

## Habeas corpusen animals
La Sentència de 3 de novembre de 2016 del Tercer Jutjat de Garanties del Poder Judicial de Mendoza, Argentina estableix l'aplicació del procediment de l'habeas corpus per l'alliberament d'una ximpanzé anomenada Cecilia afirmant que els grans primats, en tant que éssers sintents, són subjectes de drets no humans.
Tot i això, l'habeas corpus no es va aplicar el 2022 en el cas d'una elefant anomenada Happy en la sentència del tribunal d'apel·lació de l'estat de Nova York, Estats Units. La decisió fou presa per 5 vots a favor i 2 en contra. El principal argument en què es basa la decisió, escrit per la jutgessa del cas Janet DiFiore, és que el procediment dhabeas corpus és un vehicle processal destinat a garantir el dret a la llibertat dels éssers humans detinguts il·legalment i no pas dels animals no humans. En aquest sentit, tal com relata la veu majoritària a la sentència, la dotació de personalitat jurídica (legal personhood) afectaria la manera com els humans es relacionen amb els animals i que per tant tindria un enorme impacte desestabilitzant en la societat moderna. La sentència va tenir dos vots discordants on aquests destaquen que malgrat tractar-se d'un animal això no hauria d'impedir la concessió de drets legals i el fet de ser una "persona" no és rellevant a l'hora de determinar si lhabeas corpus es pot aplicar.